# Adam Krikorian
Adam Krikorian (8 de junho de 1992) é um treinador de polo aquático estadunidense, bicampeão olímpico.

## Carreira
Adam Krikorian está a frente desde 2009 da Seleção Estadunidense de Polo Aquático Feminino conquistando medalha de ouro em Londres 2012 e na Rio 2016